# بره سيلة (مقاطعة إسلام آباد غرب)
بره‌سيلة (بالفارسية: بره‌سیله) هي قرية تقع في قسم حومة الشمالي الريفي (مقاطعة إسلام آباد غرب) في إيران. يقدر عدد سكانها بـ 361 نسمة بحسب إحصاء 2016.